# Leo Sario
Leo Reino Sario (* 18. Mai 1916 in Lieksa; † 15. August 2009 in Santa Monica) war ein finnischer Mathematiker, der sich mit Funktionentheorie befasste.
Sario diente im finnischen Winterkrieg und Zweiten Weltkrieg in der finnischen Armee als Artillerieoffizier. Er wurde 1948 an der Universität Helsinki bei Rolf Nevanlinna promoviert (Über Riemannsche Flächen mit hebbarem Rand). 1950 ging er in die USA, war am Institute for Advanced Study, der Princeton University und dem  Massachusetts Institute of Technology. 1954 wurde er Professor an der University of California, Los Angeles, an der er 1986 emeritiert wurde. Er starb in seinem Haus in Santa Monica an einem Herzanfall.
Er veröffentlichte Monographien und Lehrbücher über Riemannsche Flächen und Wertverteilungstheorie und andere Themen der Funktionentheorie. Von ihm stammt die Theorie der Principal Functions (Hauptfunktionen) auf Riemannschen Flächen.
1957 erhielt er das Kommandeurskreuz des finnischen Ritterordens. Im selben Jahr wurde er Fellow der Guggenheim Memorial Foundation.

## Schriften
- mit Lars Ahlfors: Riemann surfaces, Princeton mathematical series 26, Princeton UP 1960
- mit Kiyoshi Noshiro: Value Distribution Theory, Van Nostrand 1966
- mit Burton Rodin: Principal Functions, Springer 1968, Van Nostrand 1968
- mit  Kōtarō Oikawa Capacity Functions, Grundlehren der mathematischen Wissenschaften 149, Springer 1969
- mit Mitsuru Nakai: Classification Theory of Riemann Surfaces, Grundlehren der mathematischen Wissenschaften 164, Springer 1970
- mit Mitsuru Nakai, Cecilia Wang, Lung Ock Chung: Classification Theory of Riemannian Manifolds : Harmonic, quasiharmonic and biharmonic functions, Lecture Notes in Mathematics 605, Springer 1977
- Capacity of a boundary and of a boundary element, Annals of Mathematics, Band 59, 1954, S. 135–144